# Центральные провинции

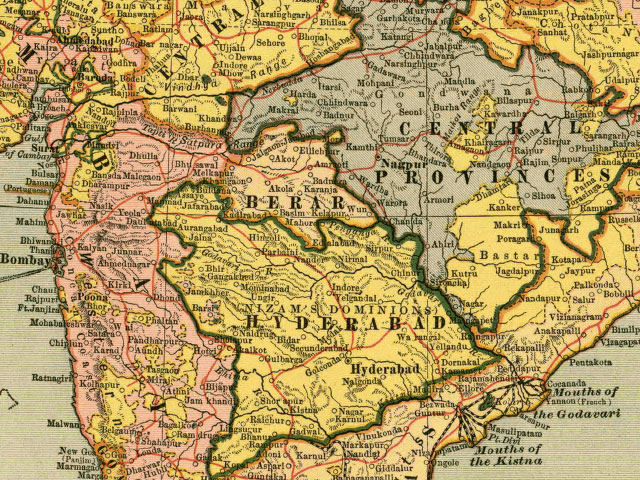
Центральные провинции в 1903 году

Центральные провинции (англ. Central Provinces) — одна из провинций Британской Индии.
Центральные провинции были сформированы в 1861 году путём объединения Территорий Саугор и Нербудда и Нагпурской провинции. Они представляли собой практически остров британских владений, почти со всех сторон окружённый туземными княжествами: к северу располагались княжество Бхопал и княжество Рева, к востоку — княжество Чхота-Нагпур и княжество Калаханди, к югу и западу — территории низама Хайдарабада.
В 1903 году Центральными провинциями был аннексирован расположенный на западе маратхоговорящий регион Берар княжества Хайдарабад.
В 1905 году было произведено перераспределение территорий между Центральными провинциями и Бенгалией, в результате чего к Бенгалии отошла основная часть Самбалпура, а также княжества Бамра, Райракхол, Сонпур, Патна и Калаханди, а в подчинение Центральных провинций перешли хиндиговорящие княжества Чангбхакар, Кория, Сургуджа, Удайпур и Джашпур.
8 ноября 1913 года был сформирован Законодательный совет Центральных провинций, до 1920 года подчинявшийся Главному комиссару Центральных провинций, а в 1920—1936 годах — Губернатору Центральных провинций.
24 октября 1936 года Центральные провинции были преобразованы в новую провинцию — Центральные провинции и Берар. После обретения Индией независимости на этой территории в 1950 году был образован штат Мадхья-Прадеш.